# Reao (comune)
Reao è un comune della Polinesia francese nelle Isole Tuamotu e comprende due atolli:
- Reao
- Pukarua